# Frosnitzbach
Der Frosnitzbach ist ein Bach in der Gemeinde Matrei in Osttirol (Bezirk Lienz). Er durchfließt das nicht ganzjährig bewohnte Frosnitztal und mündet bei Gruben in den Tauernbach. Weite Teile des Flussverlaufs liegen im Nationalpark Hohe Tauern.

## Verlauf
Der Frosnitzbach liegt im Gebirgsmassiv der Venedigergruppe, wo er den Gschlößkamm im Süden vom Frosnitzkamm im Norden trennt. Er wird durch die beiden Quellbäche Löbbenbach sowie Innerer Schnitzbach gebildet, die beide das Gebiet der Zedlacher Ochsenalm bzw. den Talkessel zwischen den Gipfeln von Kristallwand, Löbbenkopf, Innerer Knorrkogel, Äußerer Knorrkogel und Wildenkogel entwässern. Kurz nach der Vereinigung der beiden Quellbäche nimmt der Frosnitzbach rechtsseitig den Keesbach auf, der das Frosnitzkees entwässert und an der Badener Hütte vorbeifließt. In der Folge durchfließt der Frosnitzbach das Frosnitztal in südöstlicher Richtung, wo er linksseitig den Äußeren Schnitzbach und rechtsseitig den Malfrosnitzbach aufnimmt. Im Bereich der Einmündung des Malfrosnitzbach biegt der Frosnitzbach nach Osten ab und fließt durch die Almgebiete von Zedlacher Alm, Mitteldorfer Alm sowie Oberer und Unterer Kataalm. Im Bereich der Kataalm münden linksseitig der Michelbach und der Kataalmbach in den Frosnitzbach, der in der Folge zunächst in südlicher und danach in nördlicher Richtung eine bewaldete Schlucht durchfließt. Im Unterlauf nimmt der Frosnitzbach rechtsseitig noch den Frischnitzbach auf, bevor er unterhalb der Ortschaft Gruben in den Tauernbach mündet.

## Einzugsgebiet
Das natürliche Einzugsgebiet des Frosnitzbachs beträgt 45 km², davon sind 5,5 km² (12 %) vergletschert (Stand 1988). Der höchste Punkt im Einzugsgebiet ist der Hohe Eichham mit 3371 m ü. A.

## Energiewirtschaftliche Nutzung
Die TIWAG-Tiroler Wasserkraft AG stellte 2004 Pläne zum Bau des Pumpspeicherkraftwerks Matrei-Raneburg vor. In einer 2006 vorgestellten Variante sollte auch das Wasser des Frosnitzbaches den Speicher des Kraftwerks dotieren. Auf Grund starker Proteste von Bevölkerung und Naturschutzorganisationen wurden die Pläne für das Pumpspeicherkraftwerk abgespeckt und auf ein Laufkraftwerk am Tauernbach ohne Ableitung des Frosnitzbaches umgeplant.
Auch Alfred Thenius entwickelte Pläne zur Nutzung des Frosnitzbaches. Seine Planungen schlugen in rund 2100 Metern Höhe die Errichtung eines 32 Millionen Kubikmeter fassenden Wasserspeichers vor, dessen Wasser über eine sechs Kilometer lange Druckrohrleitung zwischen Speicher und Ausgleichsbecken samt Krafthaus im Bereich der Schildalm am Tauernbach abgeleitet hätte werden sollen. Diese Pläne wurden jedoch auf Grund der Lage des Speichers im Nationalpark Hohe Tauern nie verfolgt, zudem hätte der Österreichische Alpenverein als Grundbesitzer diesen Plänen nie zugestimmt.